# Ludwiggalerie Schloss Oberhausen

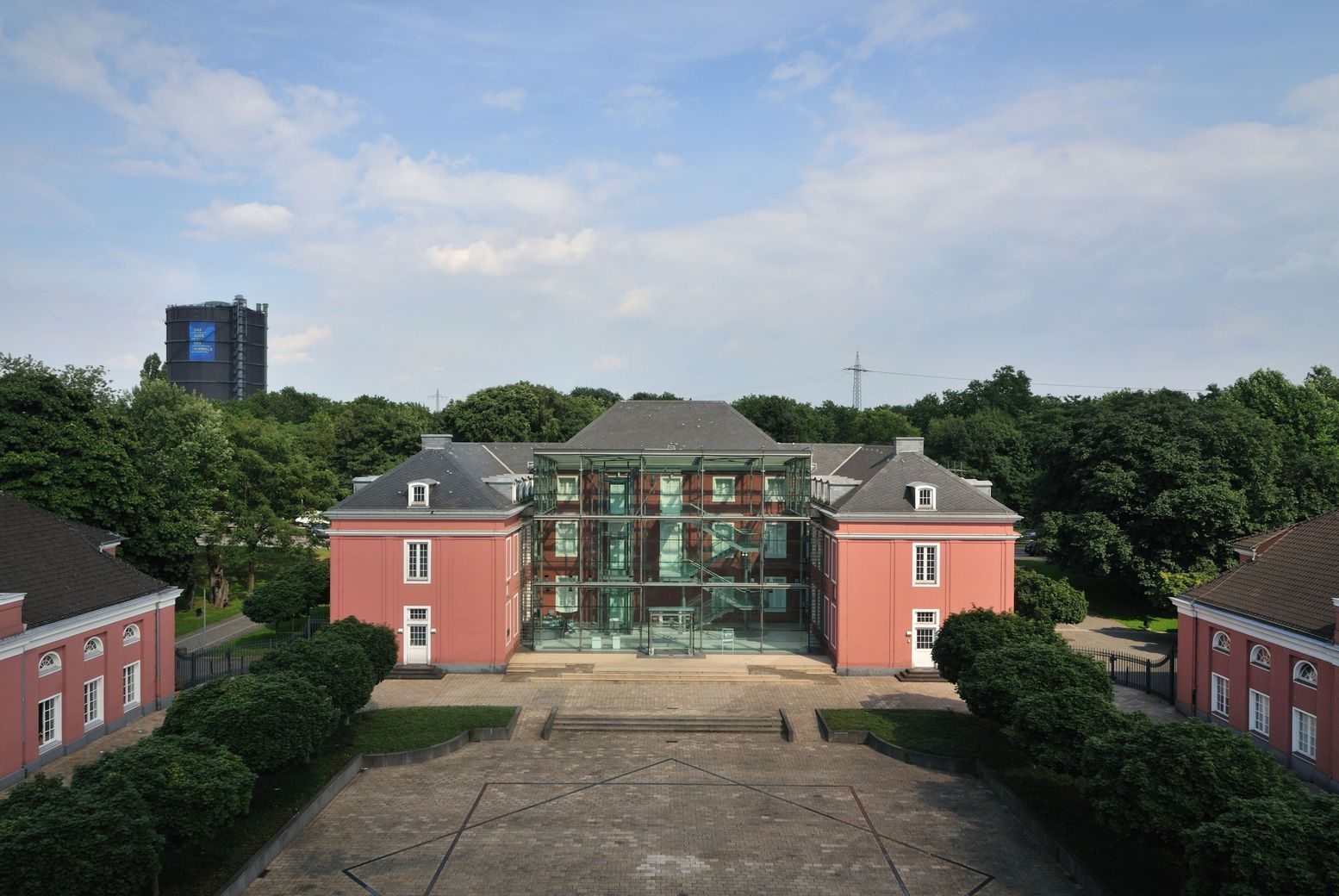
Haupthaus der LUDWIGGALERIE, im Dezember 2008

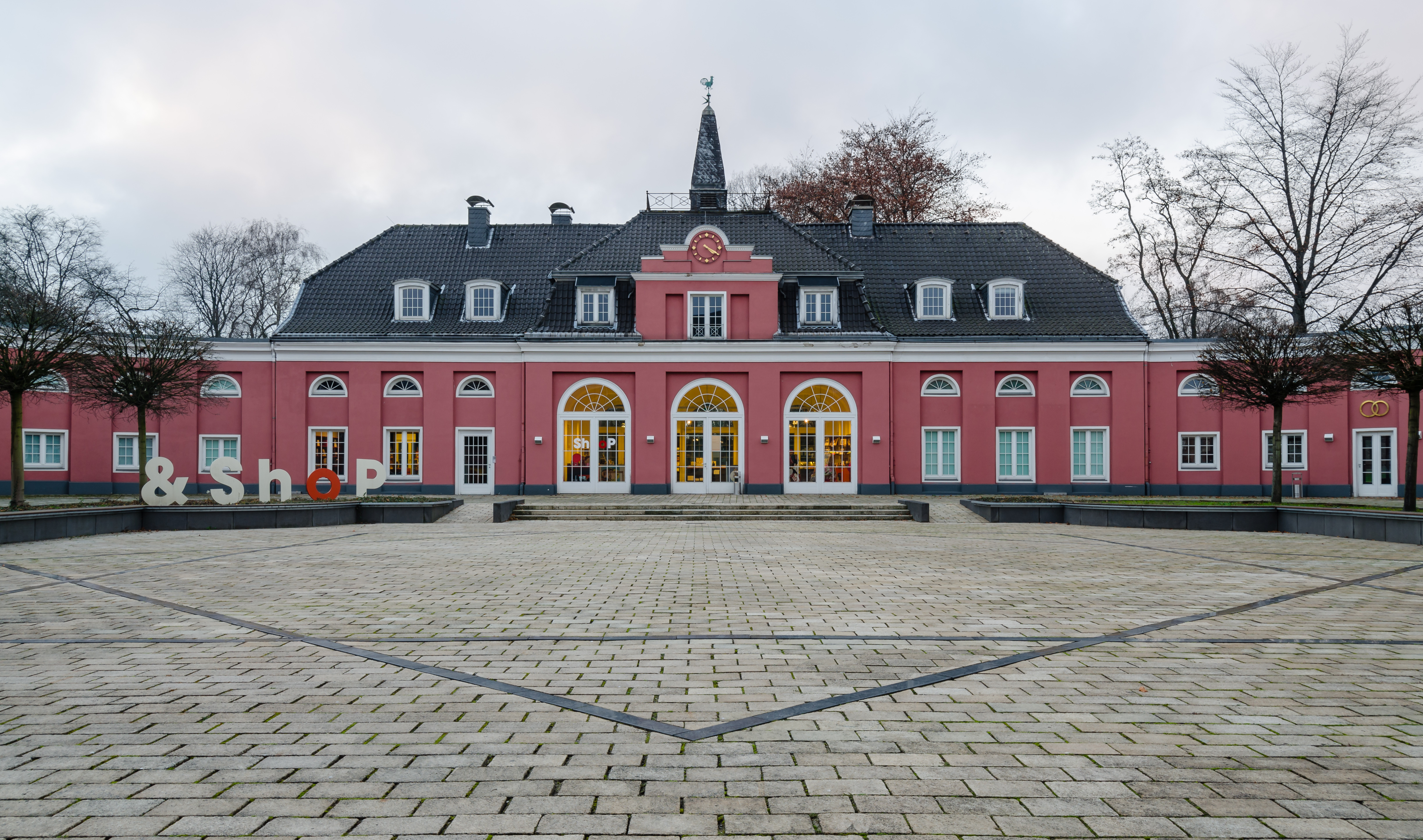
Kleines Schloss der LUDWIGGALERIE, im November 2012

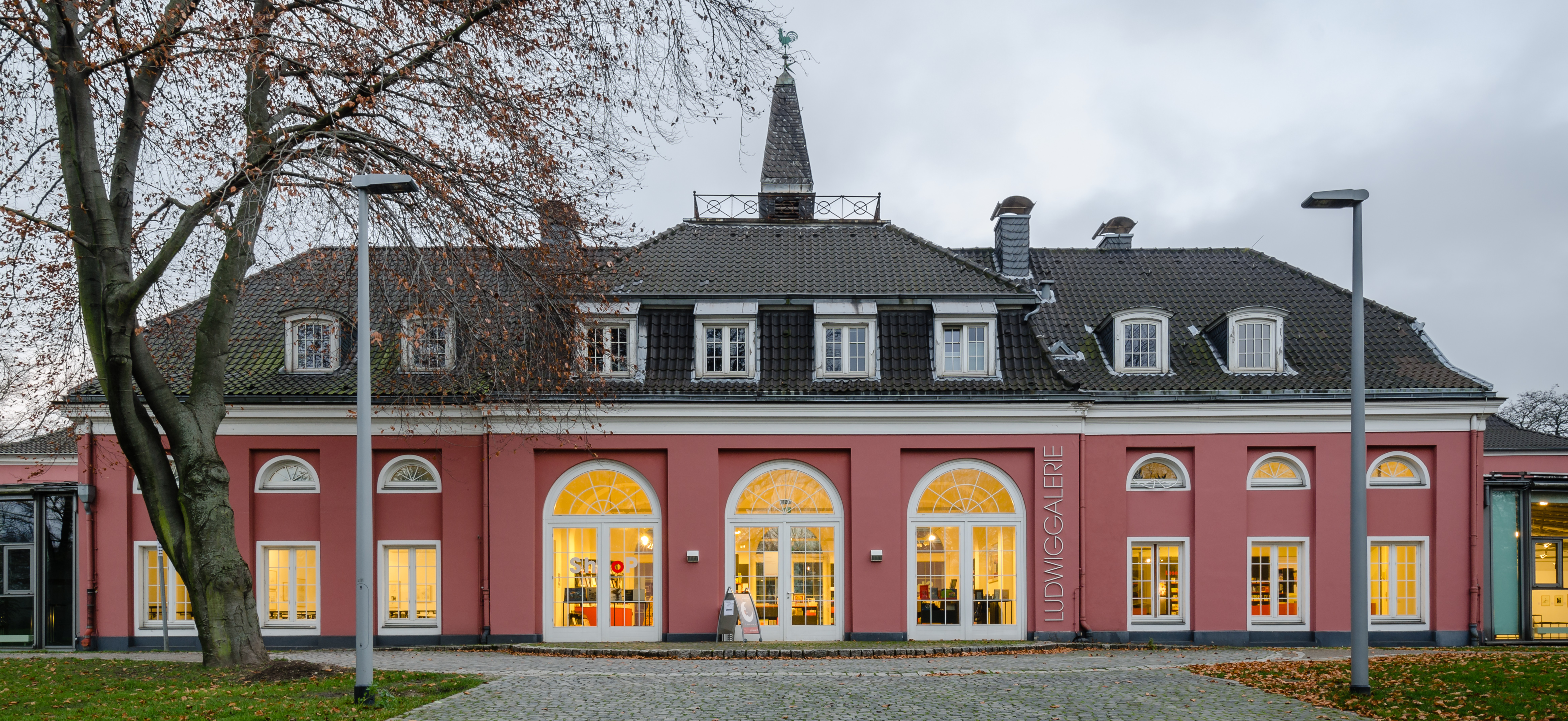
Rückansicht des kleinen Schlosses mit Aufschrift LUDWIGGALERIE, im November 2012

Die Ludwiggalerie Schloss Oberhausen ist ein Kunstmuseum in Oberhausen. Die Galerie liegt im Kaisergarten des Schlosses Oberhausen.

## Geschichte
Erbaut wurde die klassizistische Schlossanlagen in den Jahren 1804 bis 1818 von dem Münsteraner Baumeister August Reinking für den Grafen Max Friedrich von Westerholt-Gysenberg. Im Zweiten Weltkrieg stark beschädigt, wurde das Gebäude restauriert und 1947 zunächst als städtische Galerie gegründet. In den folgenden Jahrzehnten wuchs die hier einquartierte städtische Sammlung stark an und vereinte 1983 rund 2000 Werke der Malerei, Bildhauerei und Grafik. Ab Anfang der 1980er Jahre engagierte sich das Sammlerehepaar Peter und Irene Ludwig für die Galerie und brachte hier ihre Sammlung von Kunst der DDR unter, welche die Ludwigs seit 1975 sammelten. Mit 700 Werken war die Sammlung die größte außerhalb der DDR. Die Galerie wurde umbenannt in Ludwig Institut für Kunst der DDR.
In den 1990er Jahren stießen die Ludwigs eine Neuausrichtung des Kulturinstitutes an. Ihre umfangreiche und über Museen in der ganzen Welt aufgeteilte Sammlung bildet seit dieser Zeit den Grundstock der Kunstausstellungen in der Ludwiggalerie. Die Architekten Eller und Eller erweiterten 1998 die Schlossanlage um einen Anbau aus Glas und Stahl. Ende 2011 nahm der Regionalverband Ruhr sie in die Route der Industriekultur – Oberhausen: Industrie macht Stadt auf.

## Die Sammlung Ludwig
Die Sammlung Ludwig ist eine umfassende Privatsammlung, die über das internationale Netz der Ludwig Museen mit Oberhausen verbunden ist. Neben Sonderausstellungen zu kunst- und kulturhistorischen Themen würdigt ein weiteres Ausstellungskonzept in Form von „Einraumschauen“ einzelne Stücke aus der Sammlung Ludwig. Das Leuchterweibchen aus der Sammlung Ludwig, das Tödlein oder das Gemälde Ars bene moriendi aus der Sammlung Ludwig repräsentieren dieses Format, das die intensive Zusammenarbeit der Ludwig-Häuser über die Ausstellungen hinaus durch die eingehende wissenschaftliche Aufarbeitung der Exponate dokumentiert.
2009 hat die Galerie rund 160 Gemälde und Skulpturen von Künstlern der ehemaligen DDR (u. a. Willi Sitte, Werner Tübke, Bernhard Heisig und Wolfgang Mattheuer) an das Museum der bildenden Künste in Leipzig abgegeben. Die Werke gehören zu einem mehr als 600 Positionen umfassenden Konvolut des Sammlers Peter Ludwig und stammen aus der Zeit, als der Sammler 1983 das „Ludwig Institut für Kunst der DDR“ gegründet hatte. Ein zweiter Teil aus rund 500 graphischen Blättern ging an das Germanische Nationalmuseum in Nürnberg.

## Die populäre Galerie
Die populäre Galerie dagegen widmet sich der Präsentation von Comic, Karikatur, Illustration, Plakatkunst und Fotografie. Wichtige Positionen wie Gottfried Helnwein und Manfred Deix, aber auch Wilhelm Busch wurden gezeigt, aber auch Comics wie Tim und Struppi, Ralf König und Ulf K. wurden beleuchtet und Buchillustrationen von Sabine Wilharm, Walter Moers oder Cornelia Funke waren Thema.

## Die Lichtbild Galerie
Durch den intensiven Ausbau der ursprünglich zur „Populären Galerie“ gehörenden Fotografie mit Ausstellungen international renommierter Fotografinnen und Fotografen wie Henri Cartier-Bresson, Peter Lindbergh, Thomas Hoepker, Jim Rakete, Elliott Erwitt, Eve Arnold, Herlinde Koelbl, Weegee, Bert Stern, Sam Shaw und Linda McCartney hat Dr. Christine Vogt diese heute als viertes Standbein der LUDWIGGALERIE etabliert. Ausstellungen wichtiger Ruhrgebietsfotografen und -fotografinnen wie Rudolf Holtappel (2015) und Brigitte Kraemer (2016) wurden präsentiert. Aber auch themenbezogen wurde das Medium Fotografie in den Ausstellungsräumen inszeniert, darunter Der fotografische Blick (2000) und Subjektive Fotografie (2003).

## Die Landmarkengalerie
Die Landmarkengalerie beschäftigt sich mit dem Strukturwandel des Ruhrgebiets. Das ehemalige Kohle- und Stahlgebiet wandelte sich zum Dienstleistungszentrum. Landmarken wie Fördertürme, Schornsteine oder Hüttenwerke, die einst das Gesicht des Reviers prägten, verschwanden. Andere wie der Gasometer in Oberhausen, der Förderturm der Zeche Zollverein in Essen oder die Bramme von Richard Serra auf der Essener Schurenbachhalde sind zu neuen Wahrzeichen geworden. Wechselnde Ausstellungsprojekte und Outdoorprogramme begleiten diesen Prozess.
Der Ludwiggalerie Schloss Oberhausen sind weitere Einrichtungen angeschlossen. Die städtische Malschule bindet mit einem umfangreichen und breitgefächerten Programm Kinder und Jugendliche in das Ausstellungsprogramm mit ein. In der Artothek können zu günstigen Konditionen originale Kunstwerke ausgeliehen werden.

## Direktoren

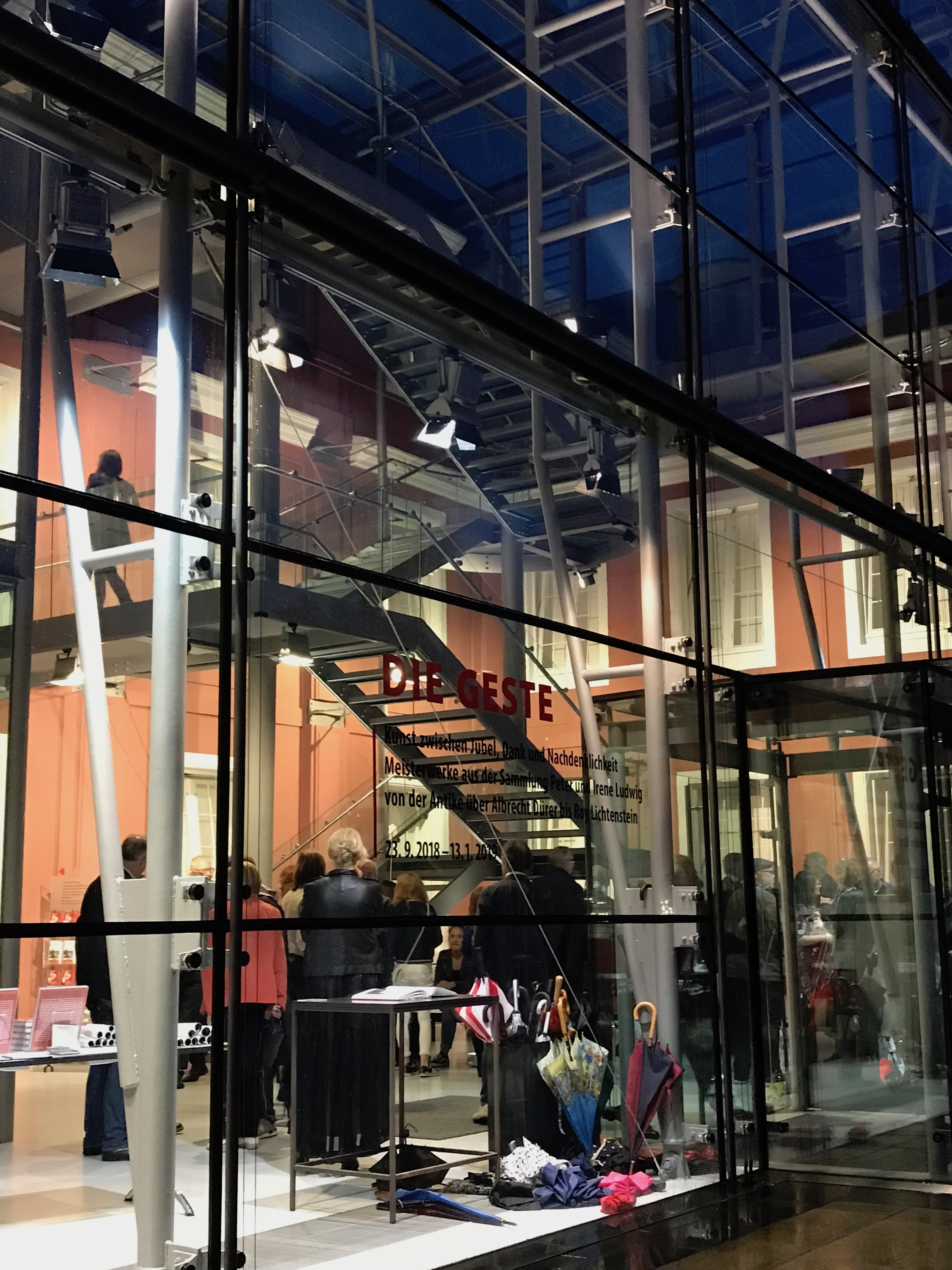
Vorverglasung Ludwiggalerie Schloss Oberhausen während der Vernissage der Ausstellung „Die Geste“ (2018)

- Herbert Griebitsch (1947–1969)
- Thomas Grochowiak (1969–1980)
- Bernhard Mensch (1981–2008)
- Christine Vogt (seit 2008)

## Sonderausstellungen (Auswahl)
- 1998: Götter, Helden und Idole
- 1999: Kunst setzt Zeichen – Landmarken-Kunst
- 2000: Der fotografische Blick
- 2003: Subjektive Fotografie Otto Steinerts Schüler in Saarbrücken 1948–1959
- 2004: Günter Grass: Grafik und Skulptur
- 2005: Gottfried Helnwein: Beautiful Children
- 2006: Henri Cartier-Bresson: Fotografien und Zeichnungen
- 2008: Manfred Deix: Deix in the City
- 2009: Jim Rakete: 1/8 sec. Vertraute Fremde
- 2011: Roy Lichtenstein: Posters and More
- 2012: Keith Haring: Short Messages – Poster und Plakate von 1982 bis 1990
- 2013: Weegee – The Famous. Fotografie
- 2014: Andy Warhol – Pop Artist
- 2015: Herlinde Koelbl: Das deutsche Wohnzimmer, Spuren der Macht, Haare und andere menschliche Dinge – Fotografien von 1980 bis heute
- 2015: Green City. Geformte Landschaft – Vernetzte Natur. Das Ruhrgebiet in der Kunst,[5] Ludwig Galerie Schloss Oberhausen, Oberhausen, Germany
- 2018: DIE GESTE - Meisterwerke aus der Sammlung Ludwig von der Antike über Albrecht Dürer bis Roy Lichtenstein
- 2019: HOLLYWOOD ICONS - Fotografien aus der John Kobal Foundation. Greta Garbo, Humphrey Bogart, Alfred Hitchcock & Co.
- 2020: Räuber Hotzenplotz, Krabat und Die kleine Hexe. Otfried Preußler – Figurenschöpfer und Geschichtenerzähler
- 2021: ART ABOUT SHOES – von Schnabelschuh bis Sneaker. Heiner Meyer – deutsche Pop Art im Stiletto-Format
- 2020/2022: Fotografin unter Musikern. Linda McCartney - The Sixties and more
- 2023: Barbara Klemm. Schwarz-Weiß ist Farbe genug – Fotografien 1967 bis 2019
- 2024: Hipgnosis Breathe. Album Cover Art und Photo Design by Aubrey Powell & Storm Thorgerson. Celebrating 50 Years The Dark Side of the Moon
- 2024: UK Women - Britische Fotografie zwischen Sozialkritik und Identität. 28 fotografische Positionen aus dem Vereinigten Königreich
- 2024/25: im Kleinen Schloss:  Aus der Rolle gefallen. Deutsche Comiczeichnerinnen im Blick: Franziska Becker, Julia Bernhard, Lisa Frühbeis, Mia Oberländer, Paulina Stulin
- 2025: Ach was. LORIOT – Künstler, Kritiker und Karikaturist
- 2025: Udo Lindenberg. Kometenhaft panisch. Likörelle, Udogramme, nackte Akte & viel mehr